# Ramphocorixa rotundocephala
Ramphocorixa rotundocephala är en insektsart som beskrevs av Hungerford 1927. Ramphocorixa rotundocephala ingår i släktet Ramphocorixa och familjen buksimmare. Inga underarter finns listade i Catalogue of Life.